# ファミール
ファミール (Famil) は、かつてセブン&アイ・ホールディングス傘下のセブン&アイ・フードシステムズが運営していたファミリーレストランチェーンの店舗ブランド。また2007年8月31日まで存在し、レストラン「ファミール」などを運営していた株式会社ファミールの社名でもある。
なお本項では、企業については株式会社ファミール、店舗ブランドについてはレストラン「ファミール」と表記して区別する。またイトーヨーカ堂については、企業は「イトーヨーカ堂」、店舗は「イトーヨーカドー」と表記して区別する。
ファミール公式ウェブサイトのドメイン名は「www.famil.jp」であった。

## 歴史

### 創業
株式会社ファミールは、イトーヨーカ堂グループ（現：セブン&アイホールディングス）の外食部門の一つとして、1972年11月21日に株式会社ヨークフードサービスとして設立された。同年にはレストラン「ファミール」1号店をイトーヨーカドー五香店（千葉県松戸市）へ出店した。
また、同時期の1973年には株式会社デニーズジャパンを設立、翌1974年にはレストラン「デニーズ」1号店をイトーヨーカドー上大岡店内（神奈川県横浜市港南区）に開店した。
続いて1975年にはイトーヨーカ堂とソントン食品工業の業務提携によりヨーク物産株式会社を設立、翌1976年にファーストフード店「ポッポ」1号店をイトーヨーカドーせんげん台店（埼玉県越谷市）に開店している。ヨーク物産株式会社はその後、1988年にイトーヨーカ堂の100%子会社となった。
レストラン「ファミール」は、「ポッポ」と同様に主にイトーヨーカドーの店舗内に出店していたが、ポッポがフードコートへ出店しているのに対し、レストラン「ファミール」は独立した店舗スペースを有する店舗として、ファーストフード業態とファミリーレストラン業態で差別化を図っており、かつては「ポッポ」とレストラン「ファミール」が両方出店するイトーヨーカドーの店舗も多数存在した。またレストラン「ファミール」では、定番メニューのハンバーグやスパゲティなどの洋食に加えて天ぷらや蕎麦などの和食・和膳メニューを充実させ、イトーヨーカドーの客層に合わせるとともに、レストラン「デニーズ」との差別化を図っていた。
1979年にはイトーヨーカ堂から同社社員食堂の運営受託を開始しケータリング事業へ進出。1981年には株式会社ファミールへ商号変更した。1985年にはイトーヨーカ堂社外の外部ケータリング事業も開始して業容を拡大した。またイトーヨーカドー店内のフードコート運営も行っていた。

### デニーズとの競合
1980年代には、イトーヨーカドーの出店拡大に伴い出店地域を増やすとともに、レストラン「ファミール」の郊外型ロードサイド店舗も出店開始した。
しかし1984年には、デニーズジャパンがアメリカ合衆国のデニーズ社からパテント・商標を買い取り、独自メニューの展開を開始した。これにより日本の顧客の嗜好に合わせ、従来のレストラン「デニーズ」では少なかった和食や日本風洋食のメニューを増やした。そのため首都圏の同一商圏内で、従来は和洋食メニューの棲み分けを行っていたレストラン「デニーズ」と「ファミール」の郊外型店舗が競合することとなった。
レストラン「ファミール」は郊外型ロードサイド店舗を含め、最盛期の1990年代には日本全国に約180店舗を展開した、しかしバブル崩壊後はファミリーレストラン業界も業績不振となったことから、株式会社ファミールは郊外型ロードサイド店舗から撤退し、本業のイトーヨーカドー内店舗およびコントラクトフード事業へ回帰する事業戦略を発表。1994年にデニーズジャパンへ郊外型店舗を譲渡してレストラン「デニーズ」へ業態転換した。

### 新業態・サービスの模索
1994年からは新業態の取り組みを開始し、同年にはラーメン店「芝のらーめん屋さん」を開業し、2001年にはイタリア料理店「パスタランテ」を開業した。2003年には食べ放題レストランの人気を受け、ビュッフェ形式の「ファミールダイニング」を開業するなど、消費者ニーズに合わせた新業態の展開を試みた。
また既存のレストラン「ファミール」でも、ドリンクバーやデザートバーなどを一部店舗で導入開始し、地域の需要や競合店の状況に合わせて順次導入するなどして、イトーヨーカドーの集客に頼る運営から脱却し、レストラン「ファミール」へのリピーターを増やすべく店舗のブラッシュアップを図っていた。

### セブン&アイ・フードシステムズへの統合
2005年にはセブン&アイ・ホールディングスが設立され、持株会社制に移行する。2年後の2007年1月10日にはセブン&アイ・ホールディングスの外食部門を担う企業として株式会社セブン＆アイ・フードシステムズが設立された。
同2007年3月、セブン&アイ・フードシステムズは、株式会社デニーズジャパン、株式会社ファミール、ヨーク物産株式会社の3社を完全子会社化。同年9月1日には上記3社を吸収合併し、レストラン「ファミール」は「デニーズ」とともにセブン&アイ・フードシステムズが運営する店舗となった。会社統合後も「ファミール」の名称は店舗ブランドとして継続使用された。

### 全店閉店まで
セブン&アイ・フードシステムズへの統合によりグループ内での外食部門再編が開始され、また同時期にイトーヨーカドーの不採算店舗撤退が進んだこともあり、レストラン「ファミール」の閉店が続き、2007年の統合時の116店舗から、2018年6月までに31店舗にまで激減し、約4分の3の店舗が消滅したことになる。
それに伴い、2017年からは閉店したレストラン「ファミール」の跡地に、サイゼリヤが居抜き出店する形での転換が増加した。2017年4月から2018年4月までに閉店した9店舗はいずれもサイゼリヤへ転換している。さらに翌2018年5月には郡山店（福島県郡山市）、木場店（東京都江東区）が閉店し、同年6月時点で営業していたのは31店舗となった。
2019年には新潟県や秋田県などで閉店が相次ぎ、同年3月には株式会社ファミールの本社所在地でイトーヨーカ堂の本拠地でもある東京都で最後の店舗となった武蔵境店（武蔵野市、イトーヨーカドー武蔵境店東館4階）が閉店。同年6月末には神奈川県川崎市の店舗も閉店した。これにより、同年7月以降に営業継続していたのは、北海道（3店）、青森県（2店）、埼玉県（2店）、神奈川県（1店）、静岡県（1店）、愛知県（1店）の計10店舗となった。
その後も閉店ラッシュは続き、同年8月30日時点で営業していたのは、北海道（2店）、青森県（2店）、埼玉県（1店）、愛知県（1店）の6店舗となった。
同年の閉店ラッシュの理由について、6月のJ-CASTの取材に対し、セブン&アイ・フードシステムズは「イトーヨーカ堂の閉店と、顧客ニーズを捉えきれず利用者が減少したことが主な原因」であると述べた。さらに「2019年以降の新規出店の予定はない」旨を明言した。
同2019年9月30日をもって、レストラン「ファミール」は全店閉店した。2024年現在では、ファミールのブランドで営業しているのは、コントラクト事業としての営業とみられる小平市の公立昭和病院内の「ファミールダイニング」「ファミールカフェ」程度となっている。

## 年表
- 1972年
  - 11月21日 - 株式会社ヨークフードサービスとして設立[2][3]（イトーヨーカ堂100%出資）。
  - レストラン「ファミール」1号店をイトーヨーカドー五香店内に出店[2][3]。
- 1979年 - ヨークフードサービスがイトーヨーカ堂の社員食堂業務を受託、、ケータリング事業に進出[2][3]。
- 1981年 - 株式会社ファミールへ商号変更[2][3]。
- 1985年 - イトーヨーカ堂グループ外のケータリング事業に進出[2][3]。
- 2005年 - セブン&アイ・ホールディングスが設立、持株会社制へ移行[2][3]。
- 2007年
  - 3月1日 - 株式会社デニーズジャパン、ヨーク物産株式会社とともに、株式会社セブン&アイ・フードシステムズの子会社となる[2]。
  - 9月1日 - 株式会社デニーズジャパン、ヨーク物産株式会社とともに、株式会社セブン&アイ・フードシステムズへ吸収合併され、法人としては消滅[2]。
- 2019年9月30日 - レストラン「ファミール」が全店閉店[6][7]。